# Artículo 200 (Rumania)
El artículo 200 (en rumano: Articolul 200) era una sección del Código Penal de Rumania que criminalizaba las relaciones homosexuales. Fue introducido en 1968, bajo el régimen comunista, durante el gobierno de Nicolae Ceaușescu, y permaneció en vigor hasta que fue derogado por el gobierno de Adrian Năstase el 22 de junio de 2001. Bajo presión del Consejo de Europa, fue modificado el 14 de noviembre de 1996, cuando se despenalizó el sexo homosexual en privado entre dos adultos que lo consintieran. Sin embargo, el artículo 200 modificado seguía penalizando las relaciones entre personas del mismo sexo si se mostraban públicamente o causaban un "escándalo público". También continuó prohibiendo la promoción de actividades homosexuales, así como la formación de organizaciones centradas en los homosexuales (incluidas las organizaciones de derechos LGBT).

## Contenido
Hasta noviembre de 1996, el artículo 200 establecía que:
1. Las relaciones sexuales entre personas del mismo sexo se castigan con pena de prisión de uno a cinco años.
2. El hecho de que un mayor mantenga relaciones sexuales con un menor de su mismo sexo se castiga con una pena de prisión de entre 2 y 7 años y con la retirada de algunos derechos.
3. Las relaciones sexuales con una persona del mismo sexo ante la imposibilidad de que ésta se defienda o exprese su deseo mediante coacción se castiga con una pena de prisión de entre 3 y 10 años y con la privación de algunos derechos.
4. Si el hecho cometido en los puntos 2 y 3 tiene como resultado un daño grave al cuerpo o a la salud, la pena de prisión será de cinco a quince años, acompañada de la privación de algunos derechos, y si tiene como resultado la muerte o el suicidio de la víctima, la pena será una pena de prisión de entre 15 y 25 años y la privación de algunos derechos.
5. La impulsión o inducción de otra persona en el visionado de la práctica de relaciones sexuales entre personas del mismo sexo, así como la propaganda o cualesquiera otros actos de proselitismo cometidos con el mismo fin, se castigan con pena de prisión de uno a cinco años.[3]

En 1995, un tribunal local de Sibiu preguntó a la Corte Constitucional de Rumania si el artículo era constitucional. Para formular su respuesta, la Corte Constitucional decidió pedir a las confesiones religiosas, la academia, el parlamento y los grupos de la sociedad civil que discutieran el tema de la homosexualidad. Todas las iglesias que respondieron a la petición condenaron la homosexualidad, el Senado rechazó las acusaciones de que el artículo es contrario a la Constitución y a la Convención Europea de Derechos Humanos (CEDH), la academia anunció que llevará tiempo analizar la cuestión, mientras que la sociedad civil pidió que se levantara la prohibición.
La Corte Constitucional dictaminó que la prohibición no es constitucional, "en la medida en que se refiere a relaciones sexuales consensuales entre adultos del mismo sexo, que no tienen lugar en público y no producen escándalo público".
Como resultado de este fallo y de la presión internacional, el 14 de noviembre de 1996 se modificó el primer párrafo del artículo para quedar como:
1. Las relaciones sexuales entre personas del mismo sexo, cometidas en público o que produzcan escándalo público, se castigan con pena de prisión de uno a cinco años.[3]

Esta enmienda supuso la legalización de la actividad homosexual en privado, pero continuó criminalizándola en determinadas circunstancias. La expresión "cometido en público o que produzcan escándalo público" se añadió como un compromiso entre aquellos que querían mantener la homosexualidad como un delito (como los parlamentarios del Partido Nacional Campesino Cristiano Demócrata) y aquellos que querían que se derogara todo el artículo (como el Consejo de Europa y organizaciones de derechos humanos). La ley también prohíbe "incitar o alentar a una persona a la práctica de relaciones sexuales entre personas del mismo sexo", así como la difusión de "propaganda" o "proselitismo" hacia la homosexualidad.

## Derogación
El artículo 200 fue derogado por presiones de diversas organizaciones. Un factor clave en su derogación fue la Unión Europea (UE), que declaró que para que Rumania se convirtiera en miembro de pleno derecho de la UE, todas las leyes discriminatorias hacia la homosexualidad debían ser derogadas. El Consejo de Europa también criticó la presencia de la ley como un factor negativo para el historial de derechos humanos de Rumania. Además, hubo una presión significativa por parte de los grupos LGBT y de derechos humanos rumanos, en particular ACCEPT, la organización de derechos de los homosexuales más grande del país.
Esto llevó al inicio de la derogación del artículo el 22 de junio de 2001, cuando el gobierno adoptó la Ordenanza de Emergencia 89/2001 que modificaba el Código Penal y eliminaba completamente el artículo 200. Luego, la ordenanza fue enviada a las dos cámaras del parlamento para su aprobación. La Cámara de Diputados aprobó la ordenanza del gobierno con 122 votos a favor, 63 en contra y 17 abstenciones.
La derogación del artículo 200 fue luego aprobada por el Comité Jurídico del Senado el 29 de agosto de 2001, siendo el propio Senado el que debatió y aprobó la versión modificada del Código Penal el 6 de septiembre. Durante el debate en el Senado, un secretario de Estado del Ministerio de Justicia, Costache Ivanov, afirmó que el artículo 200 era inconstitucional, violando el artículo 26 de la Constitución de Rumania, que protege la vida privada. Además, el artículo 200 entró en conflicto con la Ley Antidiscriminación de Rumania de 2000, que prohíbe explícitamente la discriminación por motivos de orientación sexual. La ordenanza que deroga el artículo 200 fue aprobada por el Senado con 83 votos a favor, 32 en contra y 6 abstenciones.
La derogación del artículo 200 fue bien recibida tanto por las organizaciones de derechos LGBT como por los grupos de derechos humanos en Rumania y en todo el mundo. Adrian Coman, entonces director ejecutivo de ACCEPT, la mayor organización de derechos LGBT en Rumania, afirmó en una entrevista después de que el artículo fuera derogado que: "Se ha eliminado así un tema delicado que aparecía en todas las agendas internacionales en relación con la homosexualidad. Desde el punto de vista legislativo, Rumania ha optado por respetar la dignidad humana, poniendo fin a una cultura de miedo y humillación que sus ciudadanos de orientación homosexual o bisexual Nos vimos obligados a vivir". Además, la Asociación Internacional de Gays y Lesbianas (ILGA) elogió la eliminación del artículo 200 como un "paso importante e histórico hacia la eliminación completa de todas las leyes que penalizan las relaciones entre personas del mismo sexo en Europa", al tiempo que afirmó que era un paso importante hacia la adhesión de Rumania a la Unión Europea.

## Oposición a la derogación
Varios grupos se opusieron a la derogación del artículo, lo que generó una importante controversia. El partido de extrema derecha Gran Rumania (PRM), que era el mayor bloque de oposición en ambas cámaras del parlamento, se opuso a la modificación del Código Penal, argumentando que el artículo ya era demasiado indulgente y que estaba dañando el orgullo nacional. El senador del partido, Aron Belascu, afirmó que esta "supuesta armonización con la legislación europea fue un error fatal", mientras que el parlamentario del PRM, Dumitru Balaiet, afirmó que los rumanos son un pueblo ortodoxo oriental y no pueden aceptar la homosexualidad.
El Partido Nacional Campesino Cristiano Demócrata (PNȚ-CD) se opuso firmemente a la derogación del artículo. Su líder, Corneliu Coposu, afirmó que su postura cristiana le lleva "a combatir toda desviación de la ley de la naturaleza y de los principios morales de una sociedad futura equilibrada", mientras que el diputado Emil Popescu afirmó que "el incesto es preferible a la homosexualidad ya que al menos los primeros preservaban la posibilidad de la procreación".
Organizaciones de extrema derecha, como Nueva Derecha, protestaron públicamente por su derogación.
Además, la mayoría de las organizaciones religiosas (incluidas la Iglesia Ortodoxa Rumana y la Iglesia Católica Romana en Rumania) estaban en contra de la derogación de la ley. En particular, el Patriarca Teoctist de la Iglesia Ortodoxa envió una carta al parlamento expresando su "dolor y preocupación" por la intención de derogar el artículo, que sancionaba lo que calificó de "prácticas contra natura".